# Olympische Sommerspiele 1988/Teilnehmer (Mali)
| Gelbes Symbol für Goldmedaillen mit stilisierten Olympischen Ringen | Graues Symbol für Silbermedaillen mit stilisierten Olympischen Ringen | Braundes Symbol für Bronzemedaillen mit stilisierten Olympischen Ringen |
| ------------------------------------------------------------------- | --------------------------------------------------------------------- | ----------------------------------------------------------------------- |
| —                                                                   | —                                                                     | —                                                                       |

Mali nahm an den Olympischen Sommerspielen 1988 in Seoul, Südkorea, mit einer Delegation von sechs Sportlern (fünf Männer und eine Frau) teil.

## Teilnehmer nach Sportarten

### Boxen
- Kassim Traoré
Leichtgewicht: 9. Platz

### Judo
- Mamadou Keita
Halbleichtgewicht: 20. Platz

- Ousmane Camara
Leichtgewicht: 9. Platz

### Leichtathletik
- Ousmane Diarra
100 Meter: Viertelfinale
200 Meter: Viertelfinale

- Yaya Seyba
400 Meter: Vorläufe

- Aminata Diarra
Frauen, 100 Meter: Vorläufe
Frauen, 200 Meter: Vorläufe